# Pułk KOP „Wilejka”
Pułk KOP „Wilejka” – oddział piechoty Korpusu Ochrony Pogranicza.

## Formowanie i zmiany organizacyjne
Pułk KOP „Wilejka” został sformowany latem 1929 z części pododdziałów wydzielonych z likwidowanej 3 Brygady Ochrony Pogranicza i podporządkowany dowódcy Brygady KOP „Wilno”. Jednocześnie dotychczasowym batalionom granicznym i szwadronom kawalerii zamiast numerów nadane zostały nazwy miejscowości, w których stacjonowały. Oddziałem administracyjno-gospodarczym dla dowództwa pułku był 1 batalion KOP „Budsław” .
Z dniem 1 marca 1934, na bazie plutonu odwodowego, przy dowództwie pułku sformowano kompanię odwodową pułku „Wilejka”. Kompania odwodowa składała się z dowódcy kompanii, drużyny gospodarczej, dwóch plutonów po dwie drużyny każdy. Była samodzielną jednostką organizacyjną i szkoleniową. Była pododdziałem administracyjnym. W tym samym czasie przy szkolnej kompanii strzeleckiej pułku sformowano też szkolny pluton karabinów maszynowych. Sprzęt i instruktorów pozyskano z rozformowywanej szkolnej kompanii karabinów maszynowych w Centralnej Szkole Podoficerskiej.
Rozkazem dowódcy KOP z 23 lutego 1937 została zapoczątkowana pierwsza faza reorganizacji Korpusu Ochrony Pogranicza „R.3”. Jej wynikiem było między innymi przeorganizowanie pułku KOP „Wilejka” poprzez wcielenie w jego skład organizacyjny batalionu KOP „Wilejka”, nadanie pułkowi charakteru jednostki administracyjnej i reorganizację dowództwa pułku. Brygada KOP „Wilno” została zlikwidowana, a pułk KOP „Wilejka” podporządkowany został bezpośrednio dowódcy korpusu. Jednocześnie przeprowadzona została reorganizacja batalionów „Budsław” i „Krasne” oraz wystawiony został nowy batalion odwodowy KOP „Wilejka”. Pułkowi podporządkowano stację gołębi pocztowych KOP „Smorgonie”.
Pułk stał się jednostką administracyjną dla batalionu KOP „Budsław”, batalionu KOP „Krasne”, batalionu KOP „Wilejka”, II rejonu infrastruktury, kompanii saperów KOP „Wilejka”, plutonu żandarmerii KOP „Wilejka”, posterunku żandarmerii KOP przy pułku KOP „Wilejka”, komendy powiatu pw KOP „Wilejka”. Jednocześnie przynależne administracyjnie do pułku niektóre jednostki organizacyjne były zaopatrywane przez podkwatermistrzostwa batalionów KOP. I tak batalion KOP „Budsław” zaopatrywał szwadron kawalerii KOP „Budsław”, placówkę wywiadowczą KOP nr 4, posterunek żandarmerii KOP „Budsław”, batalion KOP „Krasne” zaopatrywał szwadron kawalerii KOP „Krasne”, posterunek żandarmerii KOP „Krasnekomendę pasa granicznego pw batalionu KOP Krasne, stację gołębi pocztowych KOP Smorgonie”.
Zarządzenie dowódcy KOP gen. bryg. Jana Kruszewskiego w sprawie zmian w kwatermistrzostwie KOP, dniem 1 kwietnia 1939 zlikwidowane zostało kwatermistrzostwo pułku. W związku z tym przydzielono pod względem gospodarczym dowództwo pułku „Wilejka” do baonu „Krasne”.
Wiosną 1939 zarządzona została mobilizacja alarmowa części sił KOP. 23 marca zmobilizowana została kompania saperów KOP „Wilejka” i szwadron kawalerii „Budsław”. Po zakończeniu mobilizacji kompania saperów przetransportowana została w rejon działania Armii „Modlin”, a szwadron kawalerii – Armii „Łódź”. 26 marca szwadron kawalerii „Budsław” wyładowany został na stacji kolejowej Rusiec, na północny wschód od Wielunia i podporządkowany dowódcy Zgrupowania Kawalerii KOP „Feliks”. W kampanii wrześniowej 1939 szwadron dowodzony przez rtm. Mariana Szalewicza walczył w składzie 1 Pułku Kawalerii KOP, jako 1 szwadron, natomiast Kompania Saperów KOP „Wilejka” do 6 września wchodziła w skład załogi Przedmościa „Pułtusk”.
W kwietniu zmobilizowany został batalion odwodowy KOP „Wilejka” pod dowództwem mjr. Wacława Kuferskiego i przegrupowany w rejon Żywca (w pas działania Armii „Kraków”) i tam podporządkowany dowódcy nowo powstałego 2 pułku piechoty KOP. Posiadane przez batalion 37 mm armaty przeciwpancerne wz. 1936 skierowane zostały do plutonu przeciwpancernego 1 pułku kawalerii KOP.
31 sierpnia, w pierwszym dniu mobilizacji powszechnej, pułk przystąpił do formowania pododdziałów 35 Dywizji Piechoty Rezerwowej. Batalion KOP „Krasne” wystawił dowództwo i II batalion 207 pułku piechoty, a batalion KOP „Budsław” utworzył I batalion i kompanię zwiadu 207 pp (rez.). W następnej kolejności oba bataliony odtworzyły swoje stany osobowe poprzez wcielenie żołnierzy rezerwy. Równocześnie w skład pułku włączony został batalion KOP „Iwieniec” i szwadron kawalerii „Iwieniec” z rozformowanego pułku KOP „Wołożyn”. Po odtworzeniu, pułk ochraniał granicę z ZSRR o długości 227,856 km. Od 17 września pułk podjął walkę z sowieckim agresorem.

## Walki pułku
Walki o strażnice

17 września o 5:00, na rozwinięty wzdłuż granicy na południowej Wileńszczyźnie oraz w północnej części Nowogródczyzny, pułk KOP „Wilejka”, uderzyła Grupa Mińska komdiwa Czerewiczenki wraz z podporządkowanymi jej pododdziałami 13., 14. i 15. oddziału Ochrony Pogranicza NKWD. Sowieci dysponowali około 44-50 batalionami piechoty, 12 pułkami kawalerii, ok. 700 czołgami i samochodami pancernymi. Około 3:00 na lewoskrzydłowy baon KOP „Budsław” mjr. Mieczysława Baczkowskiego uderzył 4 Korpus Strzelecki, 22 Brygada Pancerna, 24 Dywizja kawalerii oraz pogranicznicy. W godzinach rannych zniszczono wszystkie strażnice. Mimo druzgocącej przewagi Sowietom nie udało się zniszczyć baonu KOP „Budsław”. Kompanie „Olkowicze” i „Doihinów” rozpoczęły odwrót na Wilejkę. Około 14:00 oddziały polskie, po zniszczeniu magazynów mundurowego i amunicyjnego oraz spaleniu mostu na rzece Serwecz, opuściły Budsław. Po dotarciu do Wilejki baon kontynuował odwrót w kierunku Smorgoni. Mjr Bączkowski zdołał skoncentrować dwie kompanie graniczne oraz odwodową. Jedna z kompanii nocowała we wsi Morgi.
Na batalion i szwadron KOP „Krasne” uderzyły wojska 100 Dywizji Strzeleckiej, 36 Dywizji Kawalerii i 15 oddziału ochrony pogranicza NKWD. W 100 DS kombriga Arkadija Jermakowa 85 ps mjr. M. Jakimowicza, wspierany przez dywizjon artylerii, miał wykonać główne uderzenie na Krasne, mając za sąsiada 331 ps mjr. G. Busułajewa. Pułk Busułajewa wzmocniony dywizjonem haubic otrzymał zadanie obejść Krasne i zająć Zabielicę, zaś 69 batalion rozpoznawczy mjr. S. Bartosza wsparty przez pluton czołgów prowadzić rozpoznanie rejonu Radoszkowice-Krasne, ubezpieczając skrzydło dywizji. Natomiast 355 ps mjr. N. Szwarewa posuwał się za 85 ps. Baon czołgów kpt. Czerniawskiego znajdował się pomiędzy 331 a 355 ps. Ogółem w I rzucie 100 DS atakowało 7 baonów piechoty oraz baon czołgów, dalsze 3 baony piechoty pozostawały w odwodzie.
Najtrudniejsze zadanie przypadło prawoskrzydłowemu baonowi KOP „Iwieniec” kpt. Eugeniusza Nowrata, wspieranemu przez szwadron KOP „Iwieniec” rtm. Ksawerego Wejtki.
Na tym kierunku atakowały pododdziały 15 oddziału ochrony pogranicza NKWD oraz regularne formacje 3 Korpusu Kawalerii komdiwa Jakowa Czerewiczenki i 6 BPanc płk. Bolotnikowa. W walkach granicznych baon KOP „Iwieniec” kpt. Nowrata poniósł ciężkie straty i prawdopodobnie uległ rozproszeniu. Ocalał szwadron rtm. Wejtki, który zdołał się wycofać.
Zniszczenie części pułku KOP „Wilejka” osłabiło jego możliwości obronne. Jednak w ciągu 17 września Sowieci nie zdołali złamać oporu Polaków, którzy skutecznie opóźniali marsz wojsk nieprzyjaciela. Mimo poniesionych strat pułk KOP „Wilejka” w dalszym ciągu był w stanie stawić opór nieprzyjacielowi. Na skutek druzgocącej przewagi nieprzyjaciela po walkach na linii strażnic, pułk KOP „Wilejka” ppłk. Józefa Kramczyńskiego rozpoczął odwrót w kierunku Wilna.

## Struktura organizacyjna
Organizacja pokojowa pułku w latach 1929–1937
- Dowództwo pułku KOP „Wilejka” w Wilejce
- 1 batalion KOP „Budsław”
- 10 batalion KOP „Krasne”
- 1 szwadron kawalerii KOP „Budsław”
- 8 szwadron kawalerii KOP „Krasne”

Organizacja pokojowa pułku w latach 1937–1939
- Dowództwo pułku KOP „Wilejka” w Wilejce
- batalion KOP „Budsław”
- batalion KOP „Krasne”
- batalion odwodowy KOP „Wilejka”
- szwadron kawalerii „Budsław”
- szwadron kawalerii „Krasne”
- kompania saperów KOP „Wilejka”
- Stacja Gołębi Pocztowych „Smorgonie” przy batalionie KOP „Krasne”
- posterunek meteorologiczny

Organizacja wojenna pułku we wrześniu 1939
- Dowództwo pułku KOP „Wilejka” w Wilejce
- batalion KOP „Budsław” – mjr Mieczysław Baczkowski
- batalion KOP „Krasne” – mjr Stanisław Starzyński
- batalion KOP „Iwieniec” – kpt. Edward Nowrat
- szwadron kawalerii KOP „Iwieniec” – rtm. Ksawery Wejtko
- szwadron kawalerii KOP „Krasne” – rtm. Konstanty Anton (tymczasowo por. Ryszard Cieśliński)
- Stacja Gołębi Pocztowych „Smorgonie” przy batalionie KOP „Krasne”

## Żołnierze pułku
Dowódcy pułku:
- ppłk dypl. Józef Wiatr (VII 1929[17] – X 1934)
- płk dypl. Janusz Gaładyk (5 XI 1935 – V 1939 → dowódca 1 Brygady Górskiej)[18]
- płk piech. Władysław Mikołajczak (1939)
- ppłk Józef Kramczyński (1939)[8]

Obsada personalna pułku w czerwcu 1939:
- dowódca pułku – ppłk dypl. piech. Jan Franciszek Gaładyk
- zastępca dowódcy pułku – płk piech. Józef Kramczyński[c].
- I adiutant –kpt. piech. Wacław Płoszewski[d].
- dowódca łączności – kpt. łącz. Feliks Dzikielewski[e].
- komendant powiatowy Przysposobienia Wojskowego „Wilejka” – kpt. adm. Bronisław Sarnowski[f].
- zastępca komendanta powiatowego Przysposobienia Wojskowego – por. piech. Leon Franciszek Wyżga[g].
- dowódca kompanii saperów KOP „Wilejka” – kpt. sap. Teodor Engel[h].
- dowódca szwadronu „Budsław” – rtm. Marian Szalewicz[i]
- dowódca szwadronu „Krasne” – rtm. Konstanty Anton[j].